# Тайил, Ким
Ким Тайил (англ. Kim Thayil; род. 4 сентября 1960 года, Сиэтл, Вашингтон, США) — американский музыкант, наиболее известен как гитарист рок-группы Soundgarden. Тайил считается одним из самых влиятельных гитаристов гранж-сцены, журнал  Rolling Stone отметил его в своём списке «100 величайших гитаристов всех времён» 2003 года и в списке «250 величайших гитаристов всех времён» 2023 года.

## Детство и юность
Тайил родился в Сиэтле, однако, вырос в пригороде Чикаго — Парк Форест, куда переехали его родители, которые были коренными индийцами из штата Керала. Ким начал свой творческий путь в 1980 году, будучи гитаристом в пост-панк группе под названием Identity Crisis, их высшим достижением стал мини-альбом — Pretty Feet.
Тайил познакомился с Хиро Ямамото в средней школе, ещё в Чикаго. После окончания школы, они вместе переехали в Сиэтл, где Тайил начал изучать философию в Вашингтонском университете. Там они познакомились с Крисом Корнеллом, который был их соседом по комнате, и втроём сформировали группу Soundgarden, в 1984 году.

## Soundgarden (1984—1997)
Soundgarden была первой гранж-группой из Сиэтла, которая подписала контракт с мейджер-лейблом (A&M Records). Они записали пять альбомов, три из них получили статус «платинового» по крайней мере, один раз, и выиграли две премии «Грэмми».
Тайил стал известен благодаря своему гитарному стилю, характерными чертами которого были «тяжелые» гитарные риффы, его называли одним из пионеров «Саунда Сиэтла». В 1994 году Тайил заявил: «Я считаю, что Soundgarden — довольно хорошая группа, и я прекрасный гитарист. Я не Бог, но я, играю выше среднего. Я чувствую себя очень комфортно благодаря тому, что не так много людей могут делать такие же вещи на гитаре. Я думаю, что моя гитара довольна тем, что я играю именно так».
Первоначально, Тайил был одним из основных авторов песен Soundgarden, однако, в итоге его авторство сократилось до одного текста к «Never the Machine Forever» на Down on the Upside, хотя он и участвовал в обсуждение нюансов каждой песни, как и другие участники группы.
Будучи участником Soundgarden, он написал следующие песни для группы:

| - «Hunted Down» (Screaming Life) … музыка - «Nothing to Say» (Screaming Life) … музыка - «Tears To Forget» (Screaming Life) … музыка (соавтор) - «Little Joe» (Screaming Life) … музыка - «Hand of God» (Screaming Life) … музыка - «Kingdom of Come» (Fopp) … музыка и слова - «Flower» (Ultramega OK) … музыка - «All Your Lies» (Ultramega OK) … музыка (соавтор) - «Circle of Power» (Ultramega OK) … музыка - «Incessant Mace» (Ultramega OK) … музыка - «Hands All Over» (Louder Than Love) … музыка | - «Get on the Snake» (Louder Than Love) … музыка - «Heretic» (Loudest Love) … музыка - «Jesus Christ Pose» (Badmotorfinger) … музыка (соавтор) - «Room a Thousand Years Wide» (Badmotorfinger) … слова - «New Damage» (Badmotorfinger) … музыка (соавтор) - «My Wave» (Superunknown) … музыка (соавтор) - «Superunknown» (Superunknown) … музыка (соавтор) - «Limo Wreck» (Superunknown) … музыка (соавтор) - «Kickstand» (Superunknown) … музыка - «Never the Machine Forever» (Down on the Upside) … музыка и слова - «Black Rain» (Telephantasm) … музыка (соавтор) | - «Non-State Actor» (King Animal) …слова (соавтор) - «By Crooked Steps» (King Animal) … музыка (соавтор) - «A Thousand Days Before» (King Animal) …музыка - «Blood of the Valley Floor» (King Animal) …музыка |

## Дискография
| Soundgarden - Screaming Life (1987) - Fopp (1988) - Ultramega OK (1988) - Louder Than Love (1989) - Screaming Life/Fopp (1990) - Loudest Love (1990) - Badmotorfinger (1991/1992) - Superunknown (1994) - Songs from the Superunknown (1995) - Down on the Upside (1996) - A-Sides (1997) - Telephantasm (2010) - King Animal (2012) | No WTO Combo - Live from the Battle in Seattle (2000) Probot - Probot (2004) Sunn O))) and Boris - Altar (2006) |